# Marcilly-sur-Seine
Marcilly-sur-Seine település Franciaországban, Marne megyében. Lakosainak száma 627 fő (2022. január 1.). Marcilly-sur-Seine Romilly-sur-Seine, Conflans-sur-Seine, Saint-Just-Sauvage, Saron-sur-Aube és Villiers-aux-Corneilles községekkel határos.

## Népesség
A település népességének változása:
| Lakosok száma | 560  | 697  | 703  | 669  | 635  | 646  | 639  | 628  | 623  | 627  |
|               | 1968 | 1982 | 1990 | 2006 | 2013 | 2015 | 2017 | 2019 | 2020 | 2022 |